# Student Bodies (série télévisée)
Pour les articles homonymes, voir Student Bodies.
Student Bodies, ou Vice versa au Québec, est une série télévisée canadienne en 65 épisodes de trois saisons de 25 minutes, diffusée entre le 10 janvier 1997 et le 19 février 2000 sur YTV.
En France, la série est diffusée à partir du 8 avril 2000 sur France 2, et au Québec à partir du 1er septembre 2001 sur VRAK.TV.

## Synopsis
Student Bodies retrace la vie de six jeunes étudiants du secondaire qui font partie du journal de l'école Thomas A. Edison. La série est partagée entre scènes réelles et animations[réf. souhaitée].

## Distribution
- Jamie Elman (VF : Vincent Crouzet) : Cody Miller
- Nicole Lyn (VF : Christiane Jean) : Emily Roberts
- Ross Hull (en) (VF : Emmanuel Garijo) : Chris Sheppard
- Katie Emme McIninch (VF : Claire Guyot) : Margaret « Mags » Abernathy
- Miklos Perlus (VF : Tanguy Goasdoué) : Victor Kane
- Jessica Goldapple (VF : Barbara Delsol) : Francesca « Flash » Albright
- Mark Taylor : Romeo Carter
- Michelle Sweeney : Mme Morton, le directeur adjoint
- Victoria Sanchez (VF : Magali Barney) : Grace Vasquez (1997-1999)
- Richard Jutras (VF : Philippe Peythieu) : Monsieur Fishbaum (1997-1998)
- Erin Simms : Morgan McKnight (1997-1998)
- Richard Azimov : Stevie Blum (1997-1998, 5 épisodes)
- Jennifer Finnigan (VF : Patricia Marmoras) : Kim McCloud (1999-2000)
- Katheryn Winnick : Holly Benson (1999-2000, 5 épisodes)

 Source et légende : version française (VF) sur RS Doublage

## Épisodes
[N.B. : l'ordre donné par Planète Jeunesse différant de celui d'IMDb, correspondance entre titres (français et anglais) à confirmer.]

### Première saison (1997-1998)
1. Pilote (Pilot)

1. Disco Cody (Disco Cody)
2. Signore Cody (Monsieur Cody)
3. Bec et Ongles (The Bully)
4. Rendez-vous avec Morgan (Date with Morgan)
5. Qui veut danser pour Halloween (All Hallow's Eve)
6. Victor contre Victor (Scheming Victor)
7. Mags déserte (Mags' Dark Side)
8. Cody président (Cody for Prez)
9. La Rançon de la gloire (Tutor's Pet)
10. Le Concert de Noël (The Holiday Show)
11. Le Premier Numéro (Time Capsule)
12. Star d'un jour (Mags' Birthday)
13. Cyrano de Edison (Cyrano de Edison)
14. Eurékâ ! (Goop)
15. Victor est amoureux (Victor in Love)
16. Vive la St-Valentin (Valentine's Day)
17. À propos de mariage (Date-A-Rama)
18. L'Admirateur secret de Mags (Mags' Secret Admirer)
19. Mag sort sa griffe (Mags' Rags)
20. Un travail d'avenir (Career Day)
21. L'Arme secrète (Secret Weapon)
22. Flash (Flash)
23. King Cody (Cody Presley)
24. Big Boss Emily (Bad Girl Emily)
25. Cœur battant (Grounded)
26. Tanya (Tanya)

### Deuxième saison (1998-1999)
1. Le Procès de Cody (The Trial)
2. La Métamorphose (A New Beginning)
3. Compétition amoureuse (The Waitress)
4. Virée nocturne (The Road Trip)
5. Cody déménage (Cody Moves In)
6. Le Jeu des rendez-vous (Dating Game)
7. Une fille de rêve (A Perfect Mags)
8. Hommes objets (The Boys of Edison)
9. Le Code d'honneur (Permission)
10. Embrouilles entre amis (Boss Cody)
11. Un sacré réveillon (New Year's Eve)
12. Enfin seuls ! (The Holdup)
13. La Vérité en direct (The Game Show)
14. Opération séduction (The Teacher)
15. Pris au piège (Snowed In)
16. Piège à fille (Babe Magnet)
17. Cohabitation périlleuse (Victor Moves In)
18. Double Rendez-vous amoureux (Double Date)
19. Au revoir Grace (Goodbye Grace)
20. L'Examen biologique (The Test)
21. Collés ! (Detention)
22. Courage Cody ! (Cheer Up, Cody)
23. Cody censuré (The T-Shirt)
24. Une amie gay (A Gay Friend)

### Troisième saison (1999-2000)
1. Les Amis d'Holly (New Friends (aussi The New Guys))
2. Chris se donne en spectacle (Stand-Up Chris)
3. Le Bal du lycée (The Junior Prom)
4. L'Art de se faire plaquer (The Blow-Up)
5. Exercices de style (Dead Men Don't Go to Edison (aussi Dead Men Don't Wear Plaid))
6. Le Jeu des baisers (Kiss and Tell)
7. After High School (After High School)
8. La Carrière de Roméo (Romeo Hurts His Knee (aussi Romeo's Wounded Knee))
9. Un choix difficile (Time to Try)
10. Une soirée bien arrosée (Victor Gets Drunk)
11. La Sensibilité de Chris (Chris' Death)
12. Le Trouble-fête (Romeo's Old Friend)
13. La Séparation (The Break-Up)
14. La Réunion (The Reunion)
15. Au secours Docteur Freud (The Triangle)